# Acanthocheilonema dracunculoides
Acanthocheilonema dracunculoides (älteres Synonym Dipetalonema dracunculoides) ist eine in der Bauch- und Brusthöhle von Hunden parasitierende Filarie. Sie ist auf der Iberischen Halbinsel, in Afrika und Asien endemisch. Neben Haushunden werden auch Erdwolf, Tüpfelhyäne und Rotfuchs befallen. In Afrika ist vor allem die Hundelausfliege Zwischenwirt und Überträger, in Spanien, wo die Prävalenz bei 1,5 % liegt, die Braune Hundezecke. Die Präpatenz beträgt 2 bis 3 Monate. Die adulten Männchen sind 2,4 bis 3 cm, die Weibchen 3,2 bis 6 cm lang. Die Spicula der Männchen sind breit und unterschiedlich lang. Die Mikrofilarien sind im Mittel 260 μm lang und 5 μm dick.
Selbst ein massiver Befall löst bei Hunden keine klinische Erkrankung aus. Der Parasit ist vor allem differentialdiagnostisch von Bedeutung, weil die Mikrofilarien mit denen des Herzwurms verwechselt werden können und selbst der Antigen-Test Kreuzreaktionen zeigt. Mikroskopisch ist die Unterscheidung aber möglich, nicht aber von den Mikrofilarien von Acanthocheilonema reconditum.